# 蒂莫·希尔德布兰
蒂莫·希尔德布兰（德語：Timo Hildebrand，1979年4月5日—），德國已退役足球運動員，司職守門員。

## 球會生涯

### 青年
希尔德布兰自5歲起就在業餘球會賀夫海姆踢球至15歲，那年他收到來自職業球會的邀請，包括科隆、达姆施塔特和曼海姆。

### 斯圖加特
1994年15歲的希尔德布兰選擇加盟史特加青年軍，一共效力了13年。2000/01賽季，他成為了球會的一號守門員。2002/03球季，斯圖加特更以亞軍完成聯賽，取得參加欧洲冠军联赛資格。在2002/03至2003/04球季期間，他更以884分鐘聯賽不失球打破奥利弗·卡恩保持的紀錄。
2006年12月19日，球會向合約在夏天完結的希尔德布兰提供一份新合約，但他並沒有在合約上簽字。2006/07球季是他效力斯圖加特最後一個球季，擔任副隊長，並在最後一場聯賽助球隊奪得德甲冠軍，在德國盃更進入決賽，惟加時不敵紐倫堡。2007年7月4日，他選擇轉投西甲球隊華倫西亞。

### 華倫西亞
希尔德布兰的加盟被視為是圣地亚哥·卡尼萨雷斯的接班人。他在8月29日歐冠盃第三輪第一回合對艾夫斯堡先坐在板凳，第二回位首次出場，兩回合計贏4-1晉級分組賽。2007/08球季，希尔德布兰是球隊的先發門將，並贏得西班牙國王盃。主教練罗纳德·科曼離隊後，新教練烏拿·艾瑪利簽入新門將雷南·布里托·苏亚雷斯，希尔德布兰只能坐冷凳。據媒體報導，他拒絕坐板凳並被排除一隊。他最後一次上場是2008年8月24日西班牙超級盃第二回合，12月4日，雙方協商解約。

### 霍芬海姆
2008/09球季冬歇期間，賀芬咸簽入希尔德布兰，而當時霍芬海姆主教練正是前斯圖加特主教練拉尔夫·朗尼克，朗尼克是提拔他上一隊的人。2009年1月31日，他首次代表霍芬海姆上場對科特布斯，但在60分鐘因傷而換出，而球隊以2-0取勝。

### 里斯本竞技
2010年9月，希尔德布兰加盟葡超球會士砵亭，簽約一年，穿30號球衣。他首次上場是在10月16日葡萄牙盃對埃斯托里爾。2011年7月約滿離隊，未在聯賽上場。

### 沙爾克04
為了保持鍛鍊，2011年9月21日他在法兰克福跟操。沙爾克04的一號守門員拉爾夫·費爾曼受傷，使當時隊內三名守門員都受傷，沙爾克04只好在10月21日簽下希尔德布兰。他首次上場是在12月14日歐霸盃以3-0擊敗海法马卡比，並救出一個點球。他在沙爾克04首次聯賽上場是在2012年2月以4-0大勝禾夫斯堡。5月，希尔德布兰簽下兩年新約。
2012/13球季，他成為了一號門將，首輪比賽德國盃以5-0大勝薩爾布呂肯。希尔德布兰受傷期間，其位置由拉尔斯·翁纳施塔尔出任，傷癒復出後的他失去了先發位置，但翁纳施塔尔表現不穩，希尔德布兰在第十五週對门兴格拉德巴赫奪回先發位置至季末。
2013/14球季，他依舊是一號門將，然而在歐冠盃作客對車路士犯下大錯而失球，使球隊以3-0落敗。之後希尔德布兰受傷無法出賽，由拉爾夫·費爾曼取代其任置並成為一號門將。2014年1月16日，球會宣佈希尔德布兰會在季後離隊。

## 國家隊生涯
希尔德布兰的成年國家隊首秀是在2004年4月28日的友誼賽對羅馬尼亞，在半場落後4-0時入替奥利弗·卡恩，最終比分為5-1。他以第三守門員身份代表德國隊參加過2004年歐洲足球錦標賽、2005年洲際國家盃和2006年世界杯足球赛，首場正式比賽是2005年洲際國家盃對阿根廷，以2-2戰平。卡恩退役後，他便成為第二守門員，在2008年欧洲足球锦标赛外围赛排在延斯·莱曼後面。然而教練约阿希姆·勒夫並沒有徵召他參加決賽週，取而代之是罗伯特·恩克和勒内·阿德勒。縱使勒夫說希尔德布兰是重要一員且在將來有回歸的可能，但此事最終沒有發生。

## 榮譽
德國
- 世界盃季軍：2006年；
- 国际足联联合会杯足球赛季軍：2005年；

斯圖加特
- 德甲聯賽冠軍：2006/07年；
- 德國盃亞軍：2006/07年；

華倫西亞
- 國王盃：2007/08年；